# Powiat Szeghalom
Powiat Szeghalom (węg. Szeghalmi járás) – jeden z ośmiu powiatów komitatu Békés na Węgrzech. Siedzibą władz jest miasto Szeghalom.

## Miejscowości powiatu Szeghalom
- Bucsa
- Dévaványa
- Ecsegfalva
- Füzesgyarmat
- Kertészsziget
- Körösladány
- Körösújfalu
- Szeghalom
- Vésztő